# Slovenija na kvalifikacijah za nastop na Zimskih olimpijskih igrah 2018 v hokeju na ledu
Slovenska hokejska reprezentanca je bila na kvalifikacijah za uvrstitev na Zimske olimpijske igre 2018 razvrščena v skupino D, kjer se je med 1. in 4. septembrom 2016 v Minsku borila proti reprezentancam Poljske, Danske in Belorusije, na olimpijske igre je vodilo prvo mesto v skupini. Po treh zmagah je Slovenija zasedla prvo mesto v kvalifikacijski skupini in se drugič zapored uvrstila na olimpijski turnir. 

## Postava
| Pol. | Št. | Hokejist            | Starost (rojstni dan)       | Klub                       |
| ---- | --- | ------------------- | --------------------------- | -------------------------- |
| GK   | 32  | Gašper Krošelj      | 29 let (9. februar 1987)    | brez kluba                 |
| GK   | 33  | Robert Kristan      | 32 let (4. april 1984)      | brez kluba                 |
| GK   | 40  | Luka Gračnar        | 22 let (31. oktober 1993)   | Red Bull Salzburg          |
| D    | 14  | Miha Štebih         | 24 let (7. april 1992)      | HC Slavia Praha            |
| D    | 15  | Blaž Gregorc        | 26 let (18. januar 1990)    | HC Hradec Kralove          |
| D    | 23  | Luka Vidmar         | 30 let (17. maj 1986)       | brez kluba                 |
| D    | 28  | Aleš Kranjc         | 35 let (29. julij 1981)     | HDD Jesenice               |
| D    | 51  | Mitja Robar         | 33 let (4. januar 1983)     | EC KAC                     |
| D    | 61  | Jurij Repe          | 21 let (17. september 1994) | HC Kladno                  |
| D    | 86  | Sabahudin Kovačevič | 30 let (26. februar 1986)   | brez kluba                 |
| F    | 8   | Žiga Jeglič         | 28 let (24. februar 1988)   | HC Slovan Bratislava       |
| F    | 11  | Anže Kopitar        | 29 let (24. avgust 1987)    | Los Angeles Kings          |
| F    | 16  | Aleš Mušič          | 34 let (28. junij 1982)     | HDD Olimpija               |
| F    | 18  | Ken Ograjenšek      | 25 let (30. avgust 1991)    | Graz 99ers                 |
| F    | 19  | Žiga Pance          | 27 let (1. januar 1989)     | EC KAC                     |
| F    | 22  | Marcel Rodman       | 34 let (25. september 1981) | Dresdner Eislowen          |
| F    | 24  | Rok Tičar           | 27 let (3. maj 1989)        | Avtomobilist Jekaterinburg |
| F    | 26  | Jan Urbas           | 27 let (26. januar 1989)    | EC VSV                     |
| F    | 39  | Jan Muršak (C)      | 28 let (20. januar 1988)    | HK CSKA Moskva             |
| F    | 55  | Robert Sabolič      | 27 let (11. september 1988) | Admiral Vladivostok        |
| F    | 76  | Nik Pem             | 21 let (30. avgust 1995)    | HDD Olimpija               |
| F    | 91  | Miha Verlič         | 25 let (21. avgust 1991)    | EC VSV                     |
| F    | 92  | Anže Kuralt         | 24 let (31. oktober 1991)   | HC Grenoble                |

- Selektor: Nik Zupančič
- Pomočnika selektorja: Aleš Burnik in Gaber Glavič

## Tekme
| 1. september 2016 | Slovenija | 6–1 | Poljska | Minsk-Arena, Minsk |

| Poročilo tekme | Poročilo tekme | Poročilo tekme  | Poročilo tekme                      | Poročilo tekme  |
| -------------- | --- | --------------- | ----------------------------------- | --------------- |
| Začetek: 15:00 | Kopitar (Urbas, Pance) (PP) – 15:50 Jeglič (Tičar, Verlič) – 17:38 Muršak (Ograjenšek, Gregorc) – 24:46 Kopitar (Gregorc, Sabolič) (PP) – 28:41 Kranjc (Muršak, Ograjenšek) – 32:48 Kopitar (Repe, Kovačevič) – 40:16 | (2–0, 3–0, 1–1) | 57:12 – Dziubinski (Dronia, Wronka) | Gledalci: 1,800 |

| 2. september 2016 | Slovenija | 3–0 | Danska | Minsk-Arena, Minsk |

| Poročilo tekme | Poročilo tekme                                                   | Poročilo tekme  | Poročilo tekme | Poročilo tekme  |
| -------------- | ---------------------------------------------------------------- | --------------- | -------------- | --------------- |
| Začetek: 15:00 | Kovačevič – 24:18 Mušič (Kuralt) – 49:18 Urbas (Kopitar) – 57:49 | (0–0, 1–0, 2–0) |                | Gledalci: 2,090 |

| 4. september 2016 | Belorusija | 2-3 | Slovenija | Minsk-Arena, Minsk |

| Poročilo tekme | Poročilo tekme                                                                   | Poročilo tekme  | Poročilo tekme                                                   | Poročilo tekme |
| -------------- | -------------------------------------------------------------------------------- | --------------- | ---------------------------------------------------------------- | -------------- |
| Začetek: 17:00 | Stepanov (Koviršin, Kulakov) – 38:08 Stepanov (Bailen, S. Kosticin) (PP) – 51:41 | (0–0, 1–2, 1–0) | 21:45 – Tičar (Kopitar) (PP2) 22:49 – Tičar (Jeglič, Robar) (PP) |                |